# Moxonidin
Moxonidin je léčivem určeným především pro léčbu mírné až středně závažné hypertenze. Je vhodným v případech, kdy jiná antihypertenziva jako např. thiazidová diuretika, beta-blokátory, inhibitory ACE či blokátory vápníkového kanálu neposkytují dostatečnou léčebnou odpověď, či jsou dokonce kontraindikovaná. Oproti výše uvedeným skupinám farmak, moxonidin působí na úrovni centrálního nervového systému, konkrétně prodloužené míchy. Jeho klinicky významnou a prospěšnou zvláštností je jeho schopnost zlepšovat fyziologické parametry tzv. syndromu inzulinové rezistence. Je tedy lékem volby u nemocných, u nichž je vysoký krevní tlak spojen se zhoršenými parametry dynamiky glukózového metabolismu. Moxonidin je původním výrobkem firmy Solvay Pharmaceuticals, která jej dodává na trh pod označením Physiotens. Je však dostupný i pod jinými názvy jako např.: Cynt, Moxogamma, Moxonidin-Actavis, Moxonidin-Mylan, Moxostad, Stadapress aj.

## Mechanismus účinku

Prodloužená mícha (medulla oblongata) je místem, kde jsou přítomny (I_{1}) receptory, jejichž funkci moxonidin posiluje (je jejich agonistou). Aktivace těchto imidazolinových receptoru způsobuje útlum aktivity sympatického nervového systému, což mj. způsobuje snížení tlaku krve.

Moxonidin je selektivní agonista imidazolinového receptoru 1 (I1). Receptory I1 se nacházejí jak v rostrální ventrolaterální oblasti prodloužené míchy, tak v oblasti ventromediální. Obě tyto oblasti prodloužené míchy jsou klíčové pro regulaci aktivity sympatického nervového systému (viz sympatikus), a tudíž mají vliv na regulaci tlaku krve. Oproti dřívějším centrálně působícím léčivům proti vysokému tlaku krve, moxonidin méně ovlivňuje α2 receptor, který je zodpovědný mj. za sedaci. Např. dřívější klonidin obsazuje oba receptory v poměru 50:50, což však má své výhody v jiných indikacích resp. syndromech.
Kromě toho moxonidin podporuje vylučování sodíku, snižuje inzulinovou rezistenci, zlepšuje glukózovou toleranci, čímž souhrnně zlepšuje ochranu orgánů, které jsou ze své fyziologické podstaty nejvíce ohroženy vysokým tlakem krve, jako jsou ledviny (prevence např. diabetické nefropatie) a srdce (různé hypertrofie -zbytnění- srdeční tkáně).

## Farmakodynamické vlastnosti
Jak bylo naznačeno výše, moxonidin má komplexnější fyziologické působení, které z něj činí výhodné léčivo u rozličných souborů příznaků, které víceméně s vyšším tlakem krve souvisejí. Tato působení byla zjištěna na animálních modelech. Zajímavé místo moxonidinu by mělo být zejména v terapii těch metabolických syndromů, kde je v popředí nestabilní glukózový metabolismus spojený s vyšším tlakem krve.

### snížení inzulinové rezistence
Ve všech animálních modelech inzulinové rezistence, se moxonidin ukázal jako úspěšný v zabránění její rozvoje. Snížil hyperinzulinémii a obnovil glukózovou rovnováhu. Zlepšení citlivosti organismu vůči inzulinu je důležitým předpokladem zabránění rozvoje kardiovaskulárních chorob, které mohou díky zhoršenému metabolismu glukózy vzniknout.
Na základě animálních modelů bylo zjištěno, že moxonidin:
- upravuje hladinu inzulinu v plazmě
- zlepšuje vychytávání glukózy periferními buňkami
- snižuje hladinu tuků
- snižuje příjem potravy a redukuje váhu u obézních zvířat

### vliv na chronické ledvinné selhání
Snížení aktivity sympatiku je jedním z pozitivních faktorů zabraňujících rozvoji chronického selhávání ledvin. Toto onemocnění přirozeně souvisí s potížemi kardiovaskulárního původu, protože zhoršené hospodaření s vodou, za což jsou ledviny zodpovědné, zatěžuje oběhový systém a následně celý kardiovaskulární aparát. Moxonidin také snižuje strukturální (tkáňové) poškození ledvin.

### vliv na srdeční tkáň
U těch myší, které trpěly přirozenou hypertenzí, moxonidin zjednodušeně řečeno snižoval hmotnost srdce, což je znakem nižšího zbytnění srdeční tkáně, oproti kontrolní skupině myší, které moxonidin neužívaly.

## Toxicita
Schachter zmiňuje tři případy vážného předávkování moxonidinem, a to u dvou dětí (2 a 3 roky), které léčivo pozřely omylem. Plně se zotavily bez následků na srdeční systém. Třetí případ byl 23letý muž, který záměrně pozřel 70-násobek doporučené dávky monoxidinu včetně alkoholu a ranitidinu (antihistaminikum určené pro snížení sekrece žaludečních šťáv). Hlavní příznaky byly zpomalení srdeční činnosti (bradykardie), ospalost a nízký tlak krve. Byl vyléčen bez následků. Možným postupem při předávkování je podání alfa-blokátoru tolazolinu a léčiv posilující oběhový systém organismu.
Běžné toxikologické studie moxonidinu prokázaly, že v doporučených dávkách nevykazuje teratogenní, mutagenní či obecně pronádorové účinky. Nicméně z důvodu předběžné bezpečnosti se nedoporučuje podávání moxonidinu v době těhotenství. Vzhledem k tomu, že moxonidin proniká do mateřského mléka, není možné kojení.
Moxonidin se nesmí přerušit náhle, protože jinak by došlo k nebezpečné aktivaci sympatického systému (náhlé zvýšení krevního tlaku), pokud se moxonidin podává spolu s beta-blokátory, vždy se jako první vysazuje beta-blokátor a teprve následně moxonidin. Režim přerušení léčby vždy určuje lékař.

## Kontraindikace
Hlavními kontraindikacemi moxonidinu jsou: angioedém, poruchy převodního systému srdce jako je sick sinus syndrom či atrioventrikulární blokáda druhého a třetího stupně. Další kontraindikace jsou: bradykardie, závažná srdeční selhání, onemocnění koronárních tepen, Raynaudův syndrom, intermitentní klaudikace, epilepsie, deprese, Parkinsonova nemoc, glaukom.
Mezi důležité kontraindikace náleží různá onemocnění ledvin (nejen vzhledem k farmakokinetice). Při výskytu onemocnění ledvin je nutné, aby nasazení moxonidinu posoudil nefrolog (specialista zabývající se onemocněním a léčbou ledvinného aparátu).

## Vedlejší účinky
V počátcích léčby se obvykle vyskytuje sucho v ústech a bolest hlavy. Dále se může vyskytnout ospalost (efekt snížení tlaku). Tyto vedlejší účinky odeznívají s tím, jak vnitřní baroregulační systémy organismu se adaptují na nové fyziologické rozmezí tlaku krve. Mezi méně obvyklé vedlejší účinky náleží otok tváře, nevolnost, nespavost, celkové oslabení a snížení výkonnosti (astenie), kožní poléková reakce.